# Necolaimus austrogeorgiae
Necolaimus austrogeorgiae is een rondwormensoort. De wetenschappelijke naam van de soort is voor het eerst geldig gepubliceerd in 1959 door Allgén.